# Mathilda Masters
Mathilda Masters (pseudoniem van Hilde Smeesters, Borgerht, 1963) is een Belgische schrijfster van kinder- en jeugdliteratuur. Ze studeerde communicatiewetenschappen aan de Vrije Universiteit Brussel. Smeesters is bekend als journaliste, ghostwriter en schrijfster. 

## Werk
Masters won als kind een schrijfwedstrijd met het verhaal ‘De dief in de kast’. Na die overwinning bleef ze schrijven. Masters zegt zich voor haar eigen werk geïnspireerd te voelen door Roald Dahls spel met fantasie en werkelijkheid. Omdat Smeesters ook boeken voor volwassenen schrijft, onder andere enkele Code 37-thrillers onder het pseudoniem Tille Vincent, besliste ze om voor haar kinderboeken een andere auteursnaam te kiezen. 
Masters is bekend van de fictiereeks De keukenprins van Mocano. Daarnaast schrijft ze ook populaire weetjesboeken. Die werden al in meer dan 10 talen vertaald, onder andere in het Engels. Voor 123 Superslimme Dingen die je moet weten over het klimaat werkte Masters samen met Hans Bruyninckx, de directeur van het Europees Milieuagentschap.
In 2019 schreef Masters het verhaal voor de nieuwe themazone Land of Legends in het Belgische pretpark Bobbejaanland. 

## Prijzen
Masters kinder- en jeugdboeken werden al meermaals bekroond met prijzen. In 2019 werd ze met De keukenprins van Mocano: Reis naar het Hoge Noorden winnaar van groep 3 van de Kinder- en Jeugdjury. Datzelfde boek werd ook vierde bij de ‘Top 10 van Bibliot’ in de Leuvense bibliotheek Tweebronnen.
Een jaar later werd Masters opnieuw laureate van groep 3 van de Kinder- en jeugdjury, met het vierde deel in de reeks De keukenprins van Mocano. De keukenprins van Mocano: De grote ontsnapping won dat jaar de Bibliots in Leuven. 
Voor het derde jaar op rij werd in 2021 een boek van Masters bekroond door de Kinder- en Jeugdjury. De keukenprins van Mocano: Circus op stelten was de winnaar in groep 3 . Ook dat boek werd eerste in de ‘Top 10 van Bibliot’ in Leuven. 
Met haar weetjesboeken viel Masters ook in de prijzen. 123 Superslimme Dingen die je moet weten over het klimaat werd door de Nederlandse organisatie Grootouders voor het klimaat in 2020 uitgeroepen tot ‘Meest Inspirerende Kinderklimaatboek’.